# Eulithis contrariata
Eulithis contrariata là một loài bướm đêm trong họ Geometridae.